# InfluxDB
InfluxDB ist ein quelloffenes Datenbankmanagementsystem (DBMS), speziell für Zeitreihen (engl. time series). Es wird von der Firma InfluxData entwickelt und vertrieben.

## Geschichte
Die Software wurde 2012 von Errplane Inc. entwickelt, der Name der Firma wurde im Dezember 2015 in InfluxData, Inc. geändert. InfluxData hat seinen Firmensitz in San Francisco.

## Technik
InfluxDB besitzt zwei verschiedene Abfragesprachen: Eine SQL-ähnliche Kommandosprache InfluxQL und eine funktionale Skriptsprache Flux.
Zwei TCP-Ports werden belegt, 8086 für die Client/Server-Kommunikation mit der InfluxDB HTTP API und 8088 für den RPC-Dienst zwecks Datensicherung bzw. Wiederherstellung. Grundlegend für den Betrieb der Datenbank ist ein zentraler Zeitdienst, z. B. per ntpd, damit die Zeit über alle Systeme gleich ist und die Daten verglichen werden können.
InfluxData bietet InfluxDB in drei Versionen an:
- InfluxDB (Open Source) als Download[4]
- InfluxCloud auf Amazon AWS als Bezahlmodell[5]
- InfluxEnterprise als Bezahlmodel mit Wartung, Clusterfunktion, gehärtetem System, Zugangskontrolle[6]